# جوزيف دوكرو
البارون جوزيف دوكرو (بالفرنسية: Joseph Ducreux) (26 يونيو 1735- 24 يوليو 1802) هو نبيل فرنسي، ورسام بورتريهات، ورسام يستخدم أقلام باستيل (رسام شمعي)، ورسام مصغِّر، ونقّاش؛ وكان رسام لوحات ناجحًا في بلاط لويس السادس عشر في فرنسا، واستأنف حياته المهنية بعد الثورة الفرنسية. قُلد لقب البارون وأًصبح الرسام الأول للملكة، ورسم آخر لوحة للويس السادس عشر قبل إعدام الملك. تعكس لوحاته الأقل رسمية افتتانه بعلم الفراسة وتظهر اهتمامه بالتوسع في نطاق تعابير الوجه خلف تلك البورتريهات الكلاسيكية.

## حياته ومسيرته المهنية
وُلد دوكرو في نانسي في فرنسا، وقد تدرب مع والده الذي كان رسام بورتريهات أيضًا. عندما ذهب دوكرو إلى باريس في عام 1760، تدرب باعتباره الطالب الوحيد للرسام الشمعي موريس كوينتين دو لا تور، المتخصص في فن رسم الأشخاص. أثر باتيست غريوز بشكل رئيسي على تقنية دوكرو في الرسم الزيتي.
أُرسل دوكرو في عام 1769 إلى فيينا من أجل رسم ماري أنطوانيت قبل أن تغادر المدينة في عام 1770 وتتزوج لويس السادس عشر ملك فرنسا. قُلد دوكرو لقب بارون ومنصب الرسام الأول للملكة كمكافأة له على خدماته. قدّمت ماري أنطوانيت هذا اللقب إلى دوكرو على الرغم من أنه لم يكن عضوًا في الأكاديمية الملكية للرسم والنحت، التي تأسست في عام 1648. كانت الأكاديمية هرمية تمامًا وكانت مناصب الرسام الأول أو الرسام العادي أو المفتش أو المفتش العام للورشات الملكية مخصصة عادة لأعضاء الأكاديمية. سافر دوكرو عند اندلاع الثورة الفرنسية إلى لندن. ورسم هناك آخر بورتريه لملك فرنسا لويس السادس عشر قبل إعدامه.
أصبح جاك لوي دافيد شريكاً لدوكرو بعد عودته إلى باريس في عام 1793. ساعد دافيد شريكه دوكرو في مواصلة مسيرته المهنية الرسمية. أصبح أحد الصالونات غير الرسمية للفنانين والموسيقيين سكناً لدوكرو، إذ كلفه هؤلاء الفنانون والموسيقيون برسم بورتريهات لهم. كان صديقه إتيان ميهول أحد هؤلاء الموسيقيين، الذي يقال إنه استوحى الشخصية الرئيسية لإحدى أوبراته من دوكرو.
رُزق دوكرو بعدة أطفال. كان ابنه الأكبر رسامًا وقائد مشاة مات في معركة جيمابس، وما تزال العديد من بورتريهاته موجودة في يومنا هذا. توفي أبناؤه الآخرون بعمر صغير. أصبحت ابنته الكبرى روز أديلايد دوكرو رسامةً أيضًا، وقيل إن أنطوانيت-كليمنس ابنته أيضًا.

## أعماله

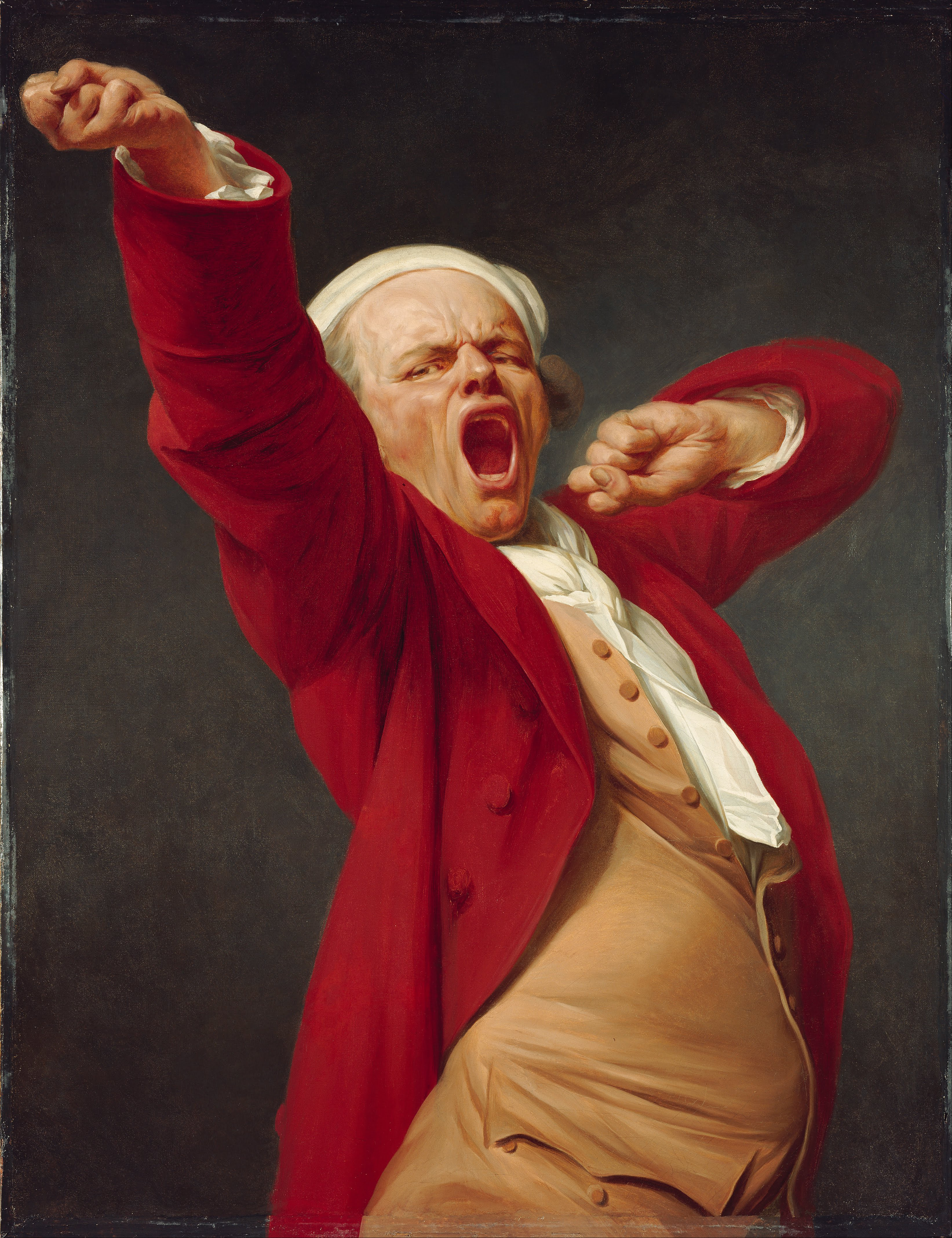
بورتريه ذاتي لدوكرو وهو يتثاءب حوالي عام 1783

تخصص دوكرو في رسم البورتريه، واستعمل الأقلام الشمعية (الباستيل) لرسم بورتريهاته المبكرة، بما في ذلك تلك التي رسمها لذواقي الفن بيير جان مارييت، كونت كايوس؛ وأنج لوران من يوليو لايف. قد تكون هذه الأعمال نسخًا بعد دو لا تور. احتفظ دوكرو منذ عام 1760 بقائمة من أعماله ولكنه نادراً ما وقع لوحاته على مر حياته. وبالتالي، فإن العديد من أعماله لا تزال تنسب بشكل خاطئ إلى فنانين آخرين.
تشمل البورتريهات الأخرى التي رسمها دوكرو تلك التي قام بها لبيير شودرلو دي لاكلو وماريا تيريزا من النمسا، وكذلك تلك المذكورة أعلاه لملك فرنسا لويس السادس عشر وماري أنطوانيت. رسم دوكرو أيضًا عدة بورتريهات ذاتية مشهورة في ثمانينيات القرن التاسع عشر، بما في ذلك بورتريه (الآن موجودة في مجموعة مركز جيتي في لوس أنجلوس) رسم فيه نفسه يتثاءب بشكل كبير. في بورتريه آخر، «بورتريه للفنان بملامح ساخرة» (نحو عام 1993، متحف اللوفر)، يقهقه فيها الفنان ويشير إلى الناظرين إلى اللوحة.
كما يتضح من هذه البورتريهات الذاتية، حاول دوكرو التحرر من قيود البورتريه التقليدية. انطلاقًا من اهتمامه بعلم الفراسة، اعتقد أن دراسة المظهر الخارجي للشخص -في المقام الأول وجهه- والحكم عليه يعكس سمة الشخص وكذلك شخصيته؛ حاول دوكرو إظهار شخصية موضوعات البورتريهات التي يرسمها من خلال أعماله الدافئة والفردية. على سبيل المثال بورتريه «الكتوم» (لو ديسكري) (نحو عام 1790)، هي بورتريه لرجل يطلب الصمت. إن تعبيره مهيب، إذ يضغط الشخص المرسوم إصبعه على فمه في حالة من القلق لأنه يطلب بصمت الحذر أو الاحتراس.

## ميم على إنترنت
أصبح بورتريه دوكرو الذاتي «بورتريه دي لارتيست سو ليه تريت دي مووكور» (بورتريه للفنان بملامح ساخرة) صورة ذات شعبية على الإنترنت فتحولت إلى ميم إنترنت. وفي هذه الميم، تُعاد صياغة كلمات أغاني الراب والبوب، وعبارات الإنترنت الشائعة، والاستعارات المشابهة باللغة الإنجليزية المطوَّلة، أو المقطوعة، أو المزيفة، وتُغطي أعلى الصورة لإنشاء ماكرو صورة.

## معرض صور

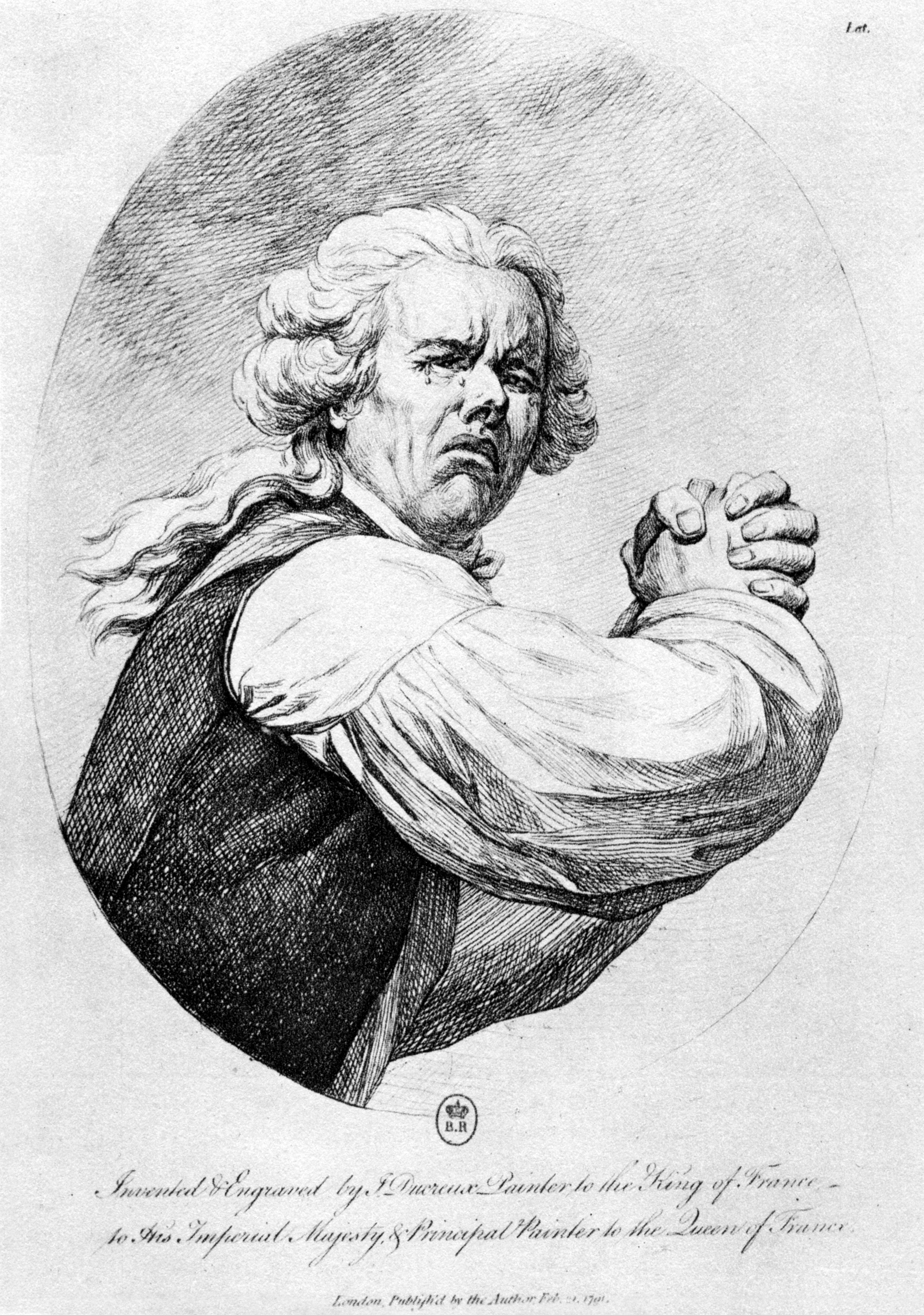
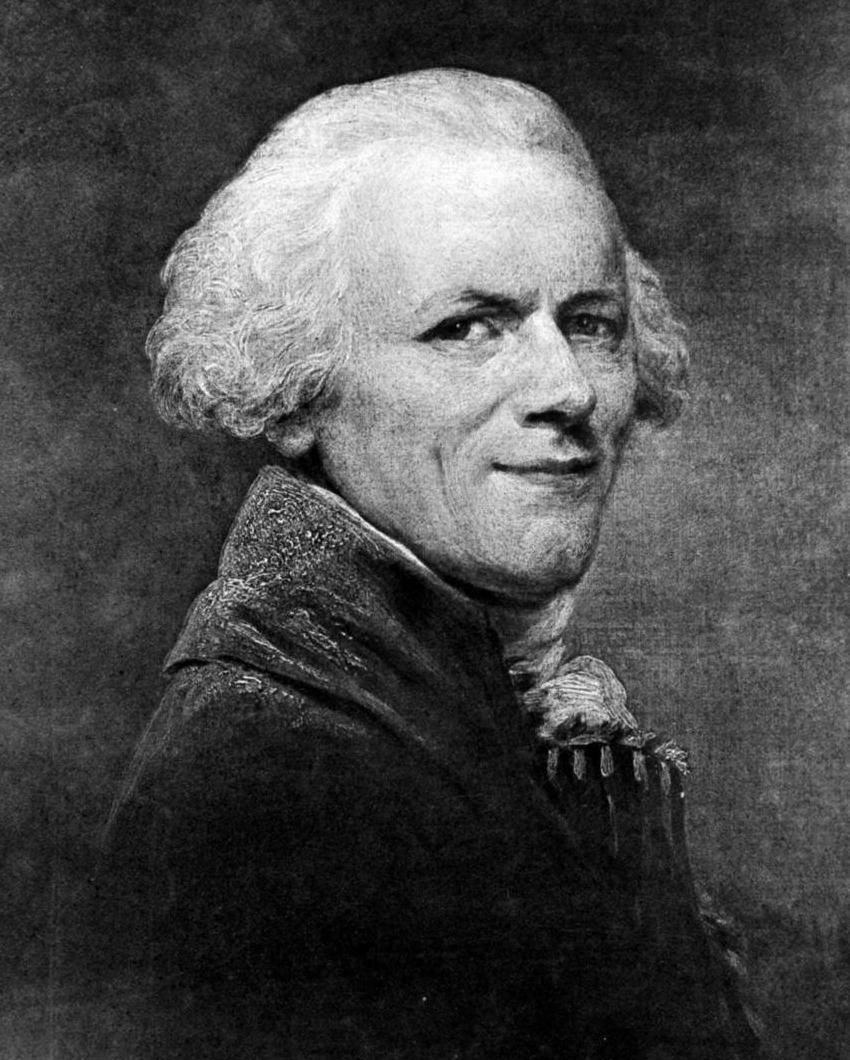
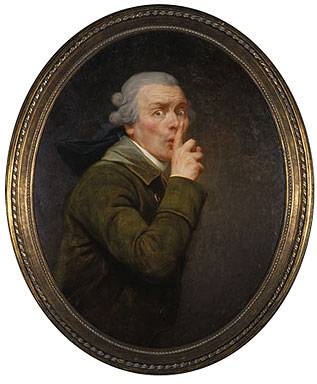
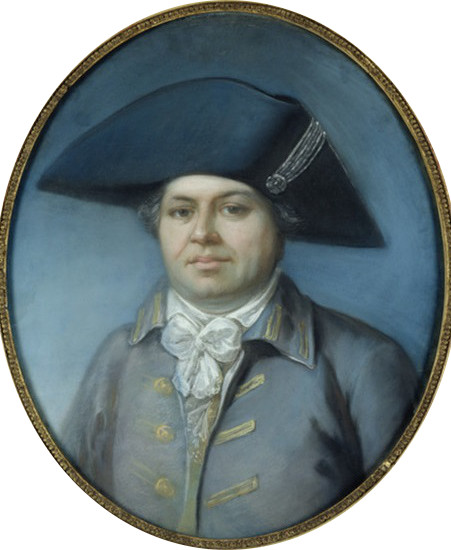